# Yabisi
Yabisi là một chi nhện trong họ Hersiliidae.